# Stadionul Clujana
Stadionul Clujana este un stadion polivalent situat în incinta Complexului sportiv Transilvan din Cluj-Napoca. În prezent, este terenul academiei de tineret Universitatea Cluj. Constructia începe în 1936, în același an are loc și inaugurarea.  A fost renovat în 2009. În prezent deține 2.000 de locuri, cu gazon de iarbă. 
Acesta a fost și terenul de acasă al Dermata Cluj(1936-1967), CFR Cluj(1967-1973) și Sănătatea Cluj(1986-2009).

## Gallerie

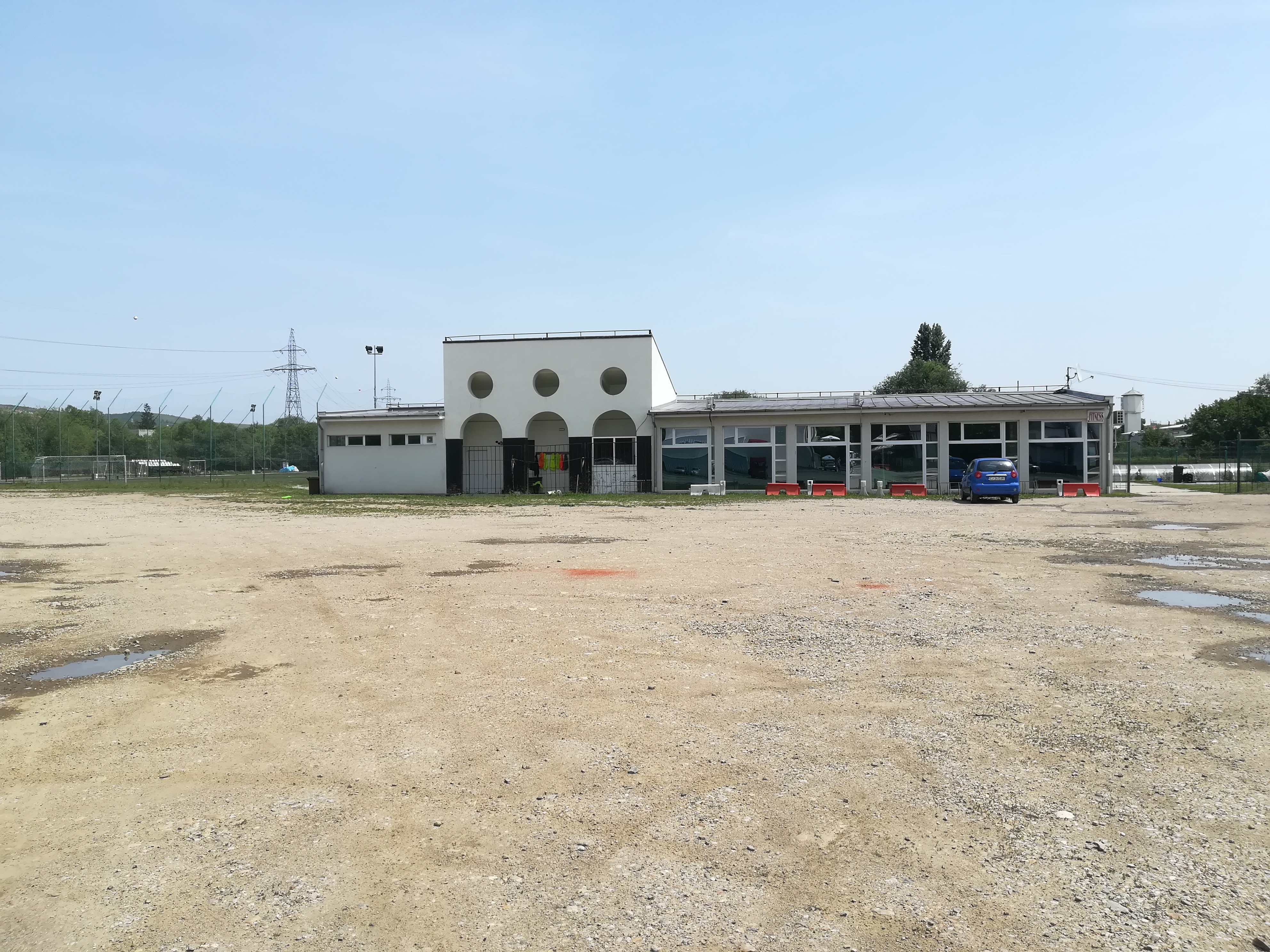
Vedere exterioară a stadionului.
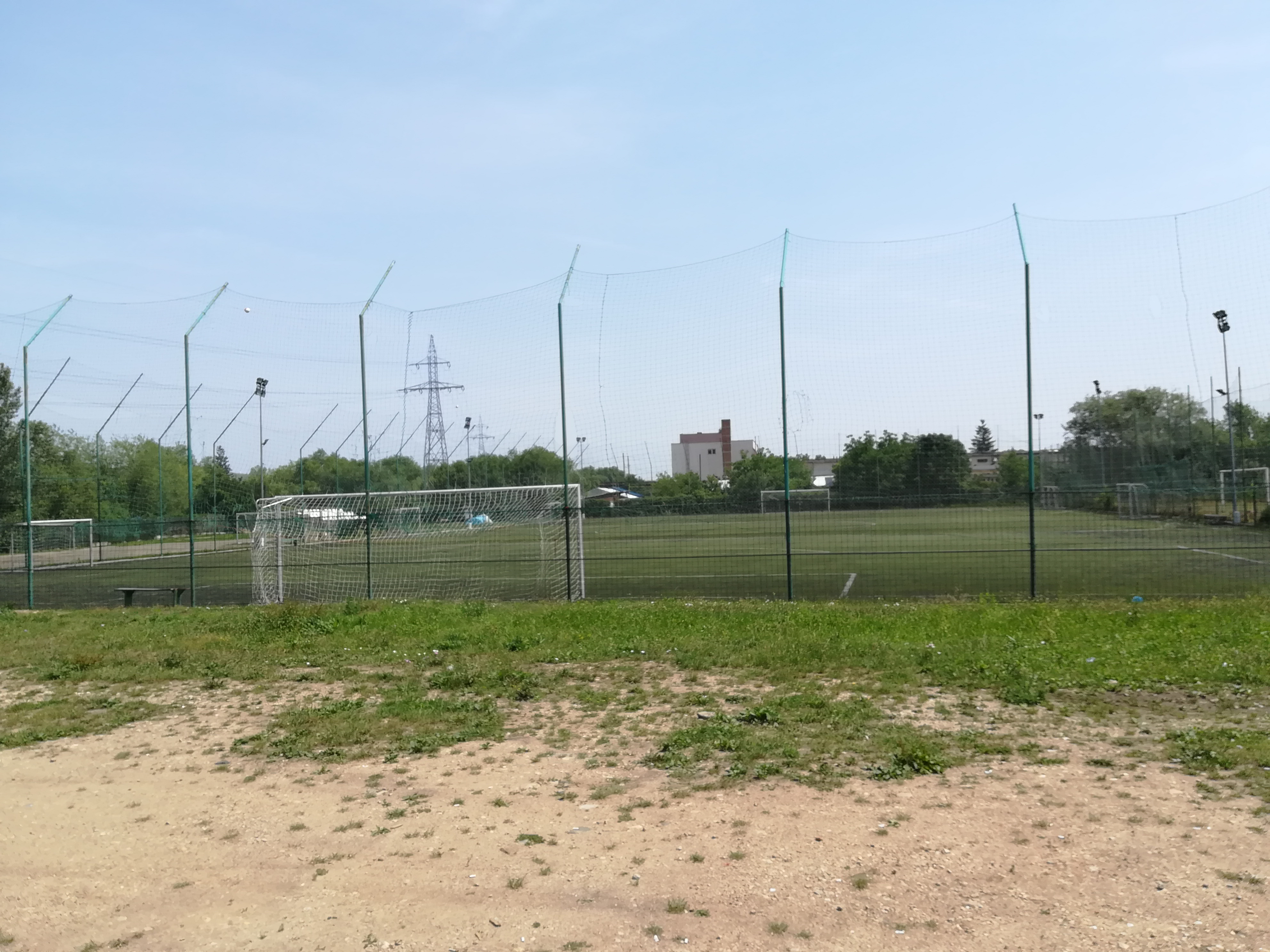
Terenul sintetic al stadionului.
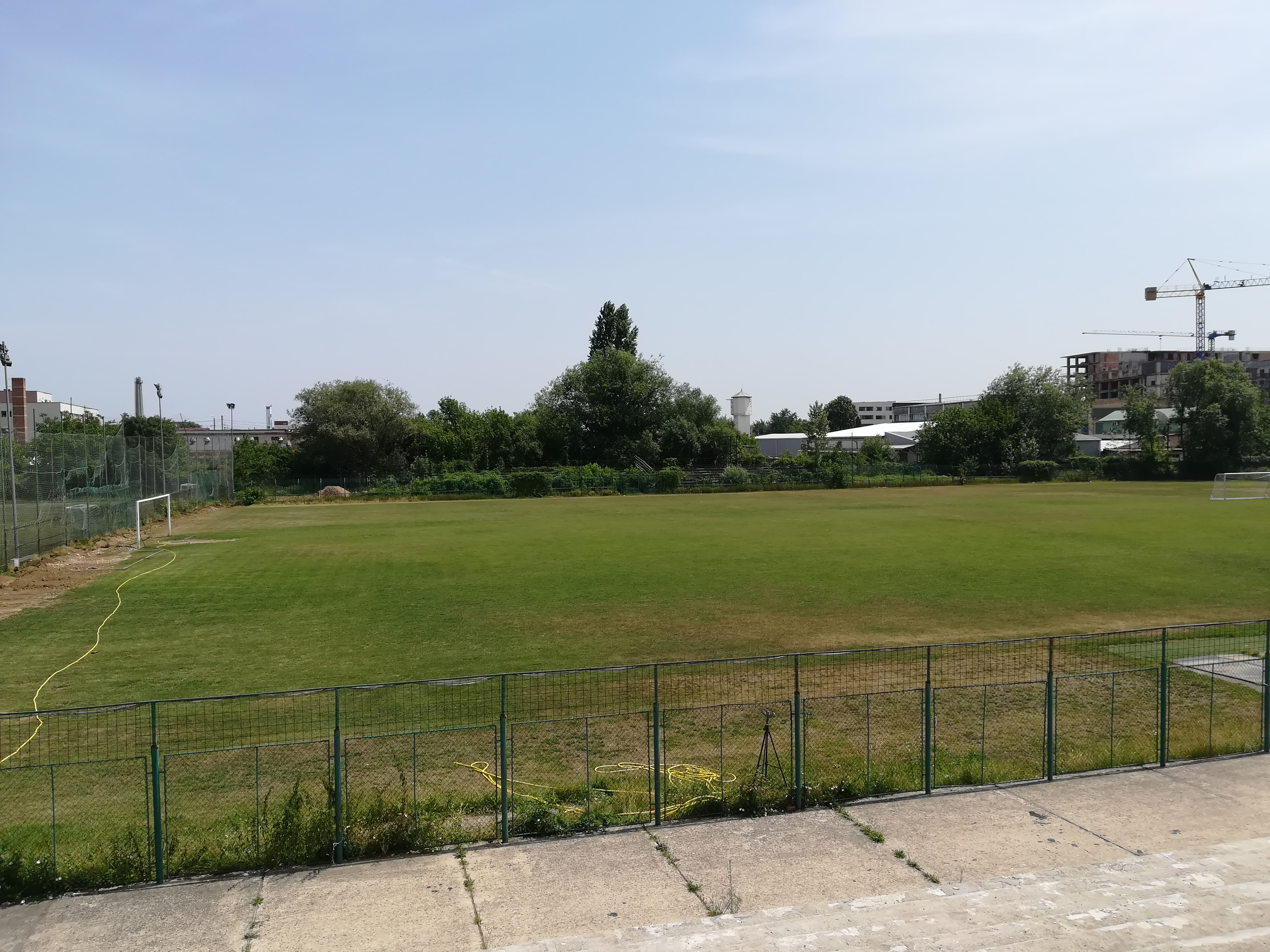
Vedere dinspre tribuna principală.

## References
1. ↑  Dermata Cluj
2. ↑  „În patul dușmanului”. 6 martie 2009.